# Operation Santa Claus
Operation Santa Claus är ett årligt initiativ från USA:s postverk. Det startades 1912 av USA:s generalpostmästare Frank Hitchcock, som uppuntrade lokala postmästare att börja hjälpa behövande barn, med start vid James Farley Post Office.

### Fotnoter
1. ↑  Tuesday, 15 november, 2011 No Comments (12 december 2012). ”Operation Santa Claus At James Farley Post Office 2012 | Operation Santa Claus - Santa's Blog”. Arkiverad från originalet den 28 november 2011. https://web.archive.org/web/20111128235359/http://operationsanta.com/operation-santa-claus-at-james-farley-post-office-2012/. Läst 10 december 2011.
2. ↑  ”Operation Santa FAQ’s”. Operationsanta.com/. 15. Arkiverad från originalet den 9 december 2012. https://web.archive.org/web/20121209031109/http://operationsanta.com/operation-santa-faqs/. Läst 12 december 2012.